# Таврово (Бєлгородська область)
Таврово (рос. Таврово) — село у Бєлгородському районі Бєлгородської області Російської Федерації.
Населення становить 5192 особи. Входить до складу муніципального утворення Тавровське сільське поселення.

## Історія
Населений пункт розташований у східній частині української суцільної етнічної території — східній Слобожанщині.
Згідно із законом від 20 грудня 2004 року № 159 від 1 січня 2006 року належить до муніципального утворення Тавровське сільське поселення.
1919, грудень — 1-а Кінна армія С. Будьонного, що прибула на Білгородчину, встановила повсюдно радянську владу (у Білгороді — 7 грудня).
1929 — утворена Таврівська сільрада (Рада народних депутатів); одночасно організовано колгосп імені І. В. Сталіна.
1937 — утворено Таврівську МТС (машинно-тракторну станцію), на базі якої згодом створено Таврівський ремонтно-механічний завод, перетворений потім на ВАТ «Таоспектр».
1941, 22 червня — гітлерівська Німеччина, напала на СРСР, почалася затяжна Німецько-совєцька війна.
1941, 22 жовтня — війська нацистської Німеччини захопили село; почалися багатомісячні позиційні бої, і після контрнаступу 4-ї гвардійської стрілецької дивізії Червоної армії 9 лютого 1943 р. німці були вибиті з с. Таврове, але ненадовго — 18 березня 1943 р. вони знову захопили село.
1943, 7 серпня — під час Білгородсько-Харківської наступальної операції село було остаточно зайняте підрозділами Червоної Армії.
1951 — відбулося об'єднання сільських рад, викликане укрупненням колгоспів у Білгородському районі.
1953 — колгосп імені І. В. Сталіна перейменований на колгосп «По дорозі Ілліча».
1974 — Таврівська сільська Рада скасована, село Таврове увійшло до складу Дубівської сільської Ради Білгородського району (центр — с. Дубове).
1990 — розробляється Генеральний план забудови та розвитку села Таврове.
1994 — знову утворена Таврівська сільська Рада з центром у с. Ірпінь.
1995 — адміністрація Таврівського сільського поселення перенесена з сел. Дубове до села Таврове. У 1990-ті роки відбуваються кардинальні зміни у житті села: утворені та починають забудовуватися 5 нових мікрорайонів; зростає і кількість жителів, рахунок переселенців з республік колишнього СРСР.
2010 — Муніципальному загальноосвітньому закладу «Таврівська середня загальноосвітня школа Білгородського району Білгородської області» присвоєно ім'я героя Радянського Союзу Анатолія Григоровича Ачкасова.
2014, 20 січня — рішенням Земських зборів Таврівського сільського поселення на посаду Глави адміністрації призначено А. С. Шопіна.

## Галерея

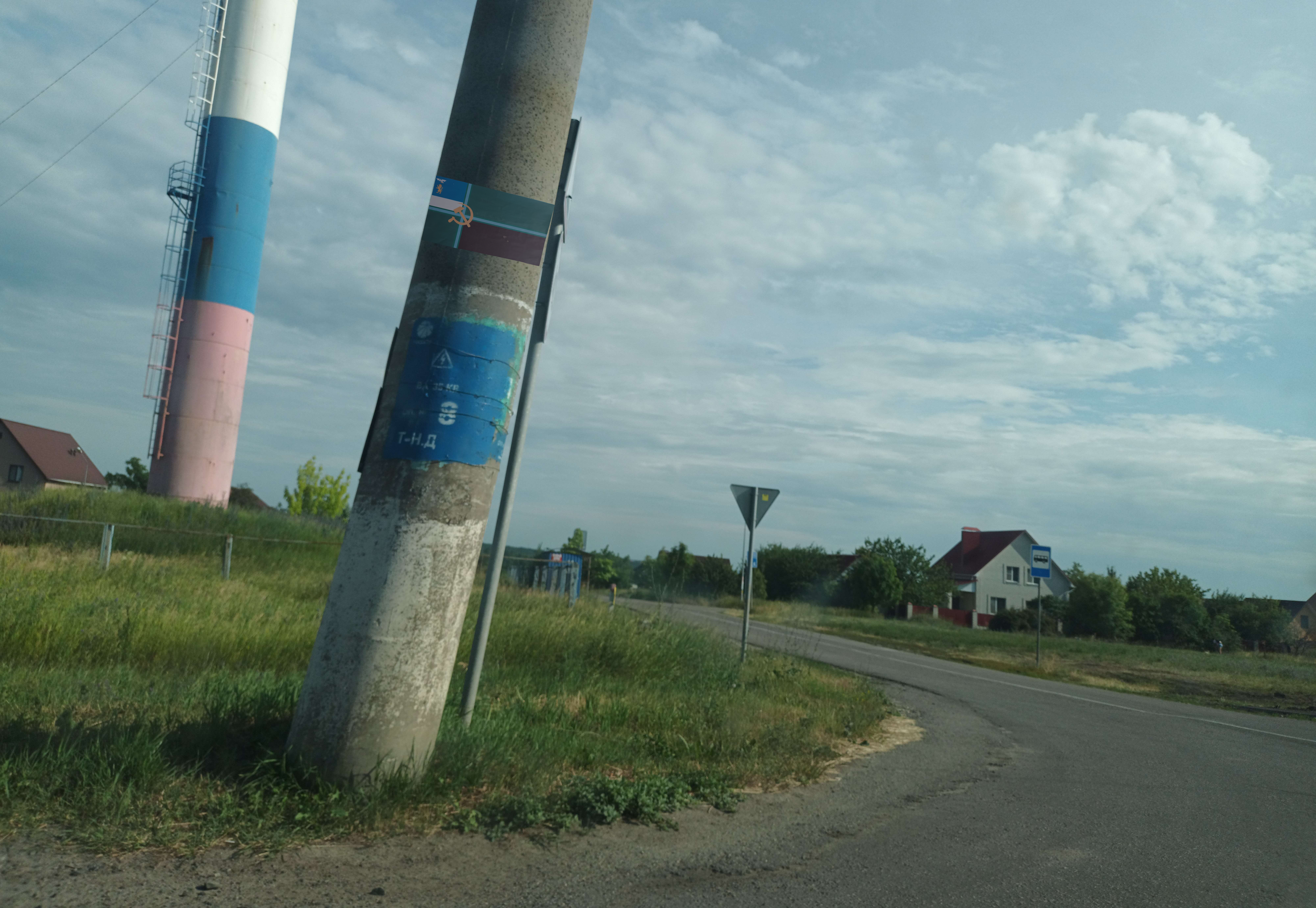
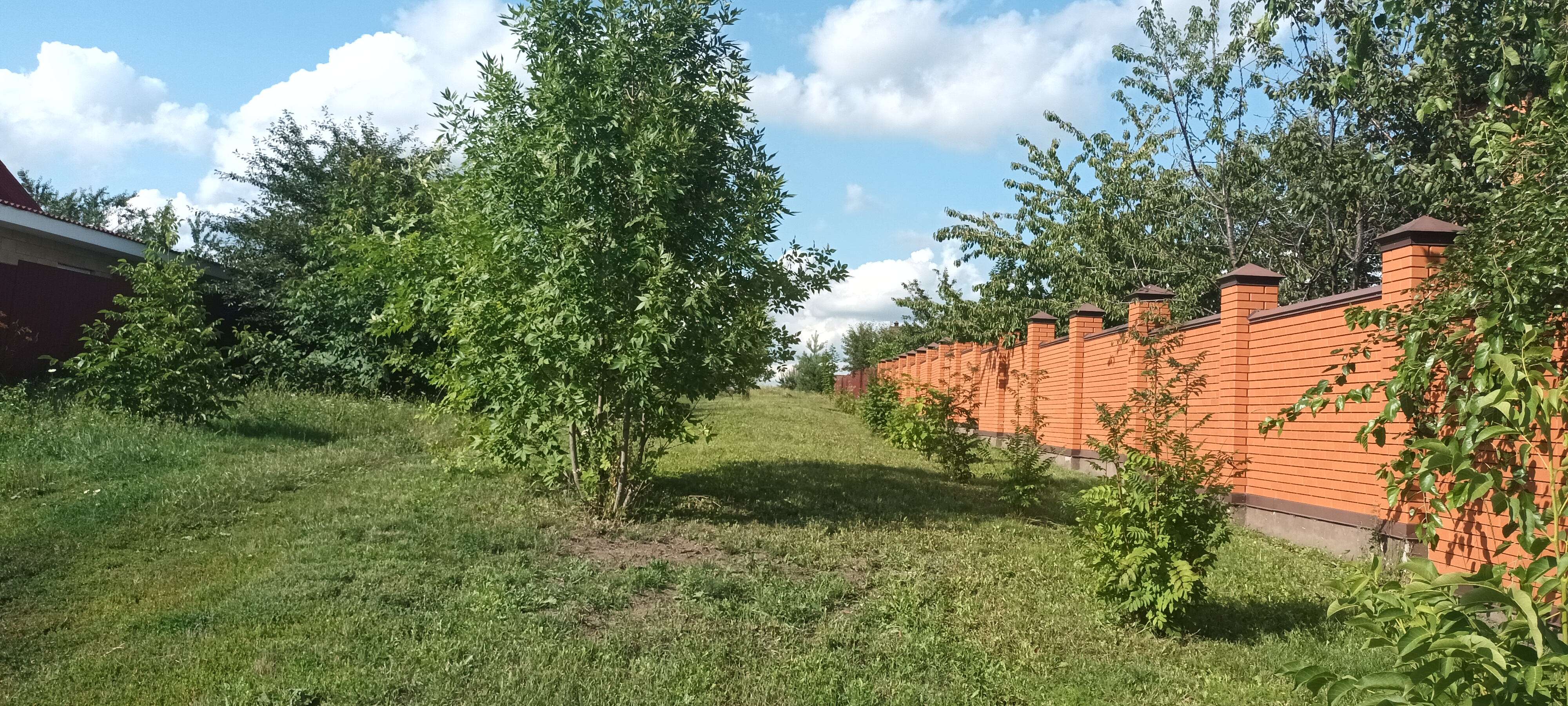
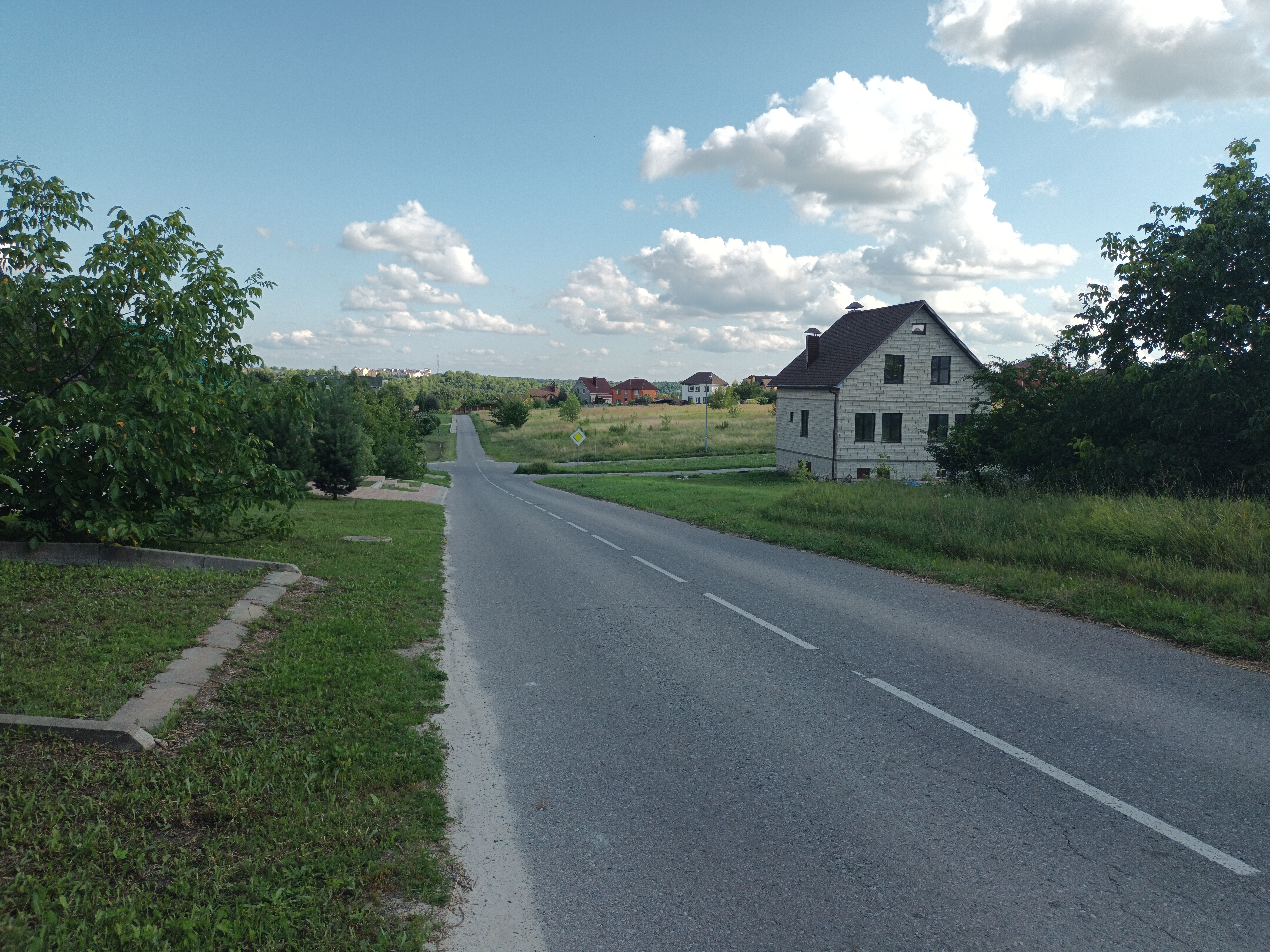
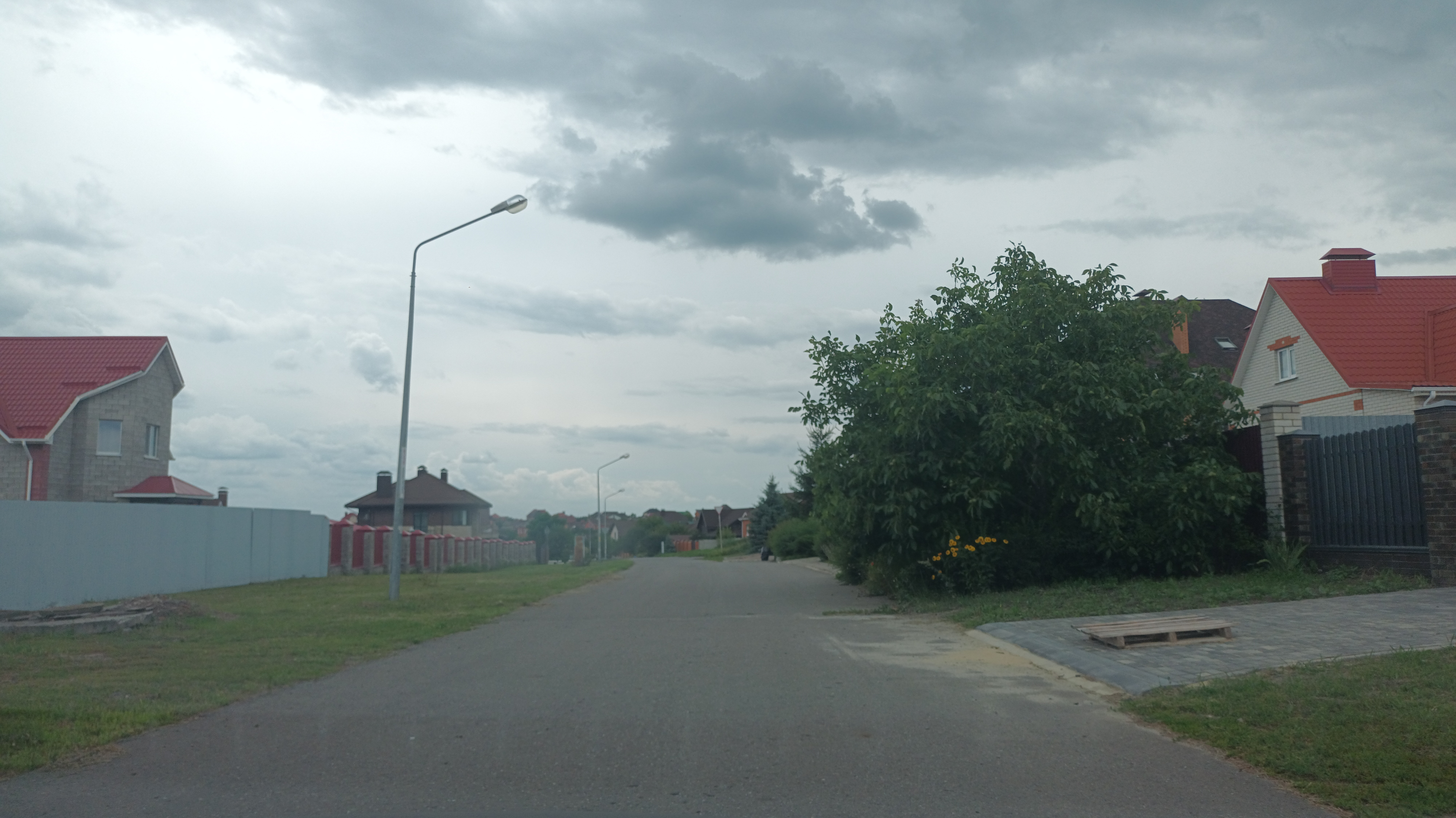
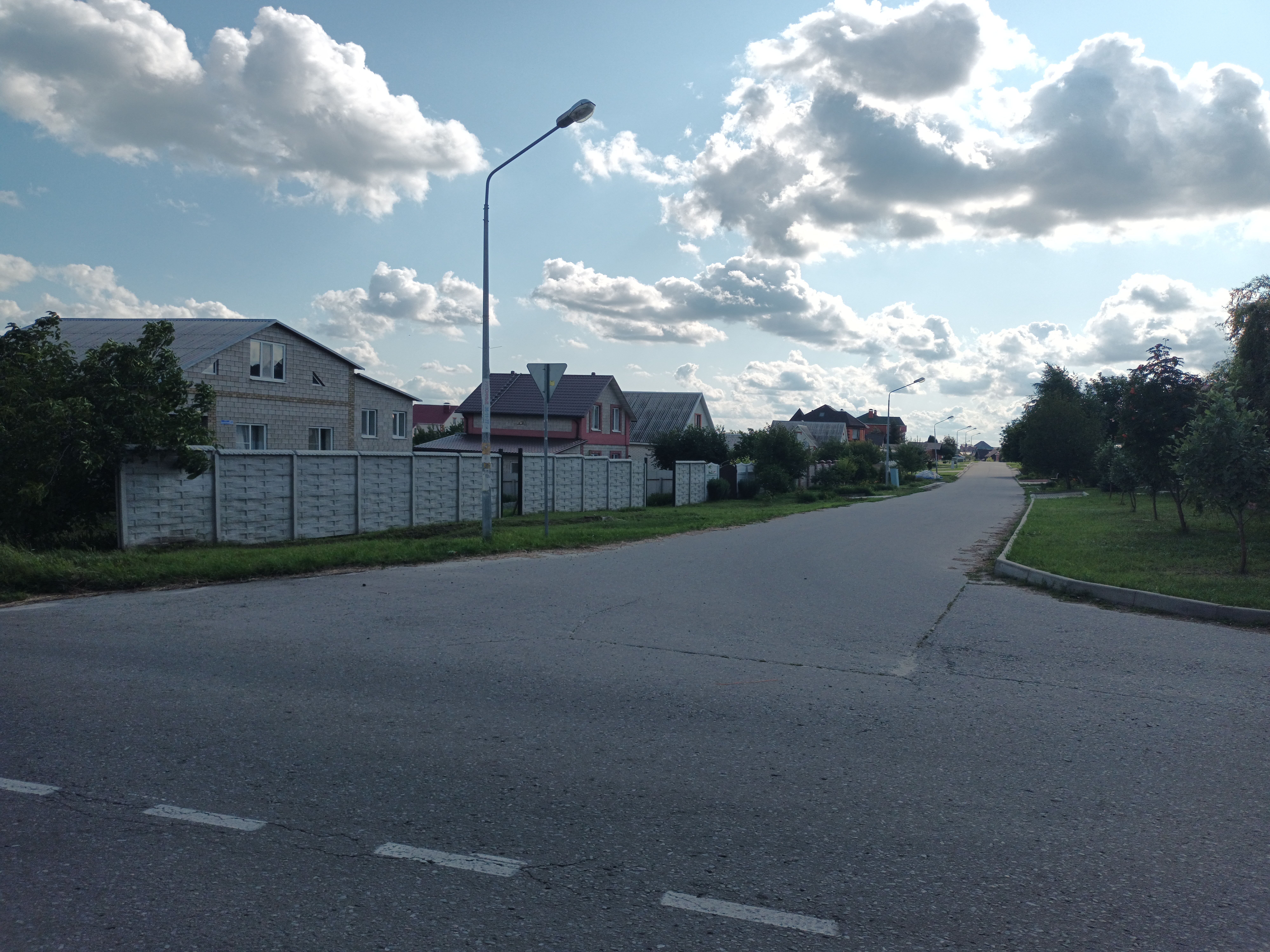
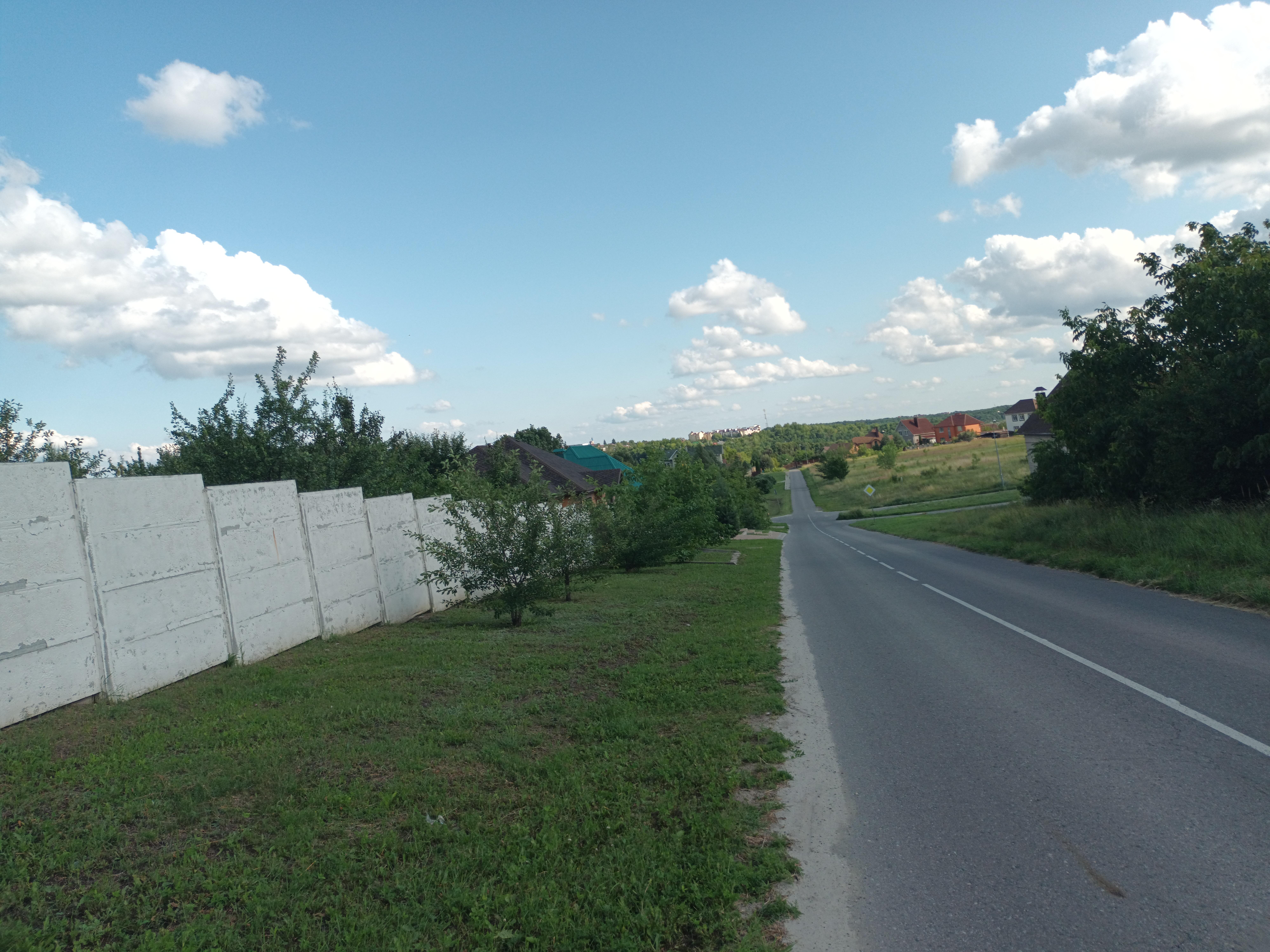
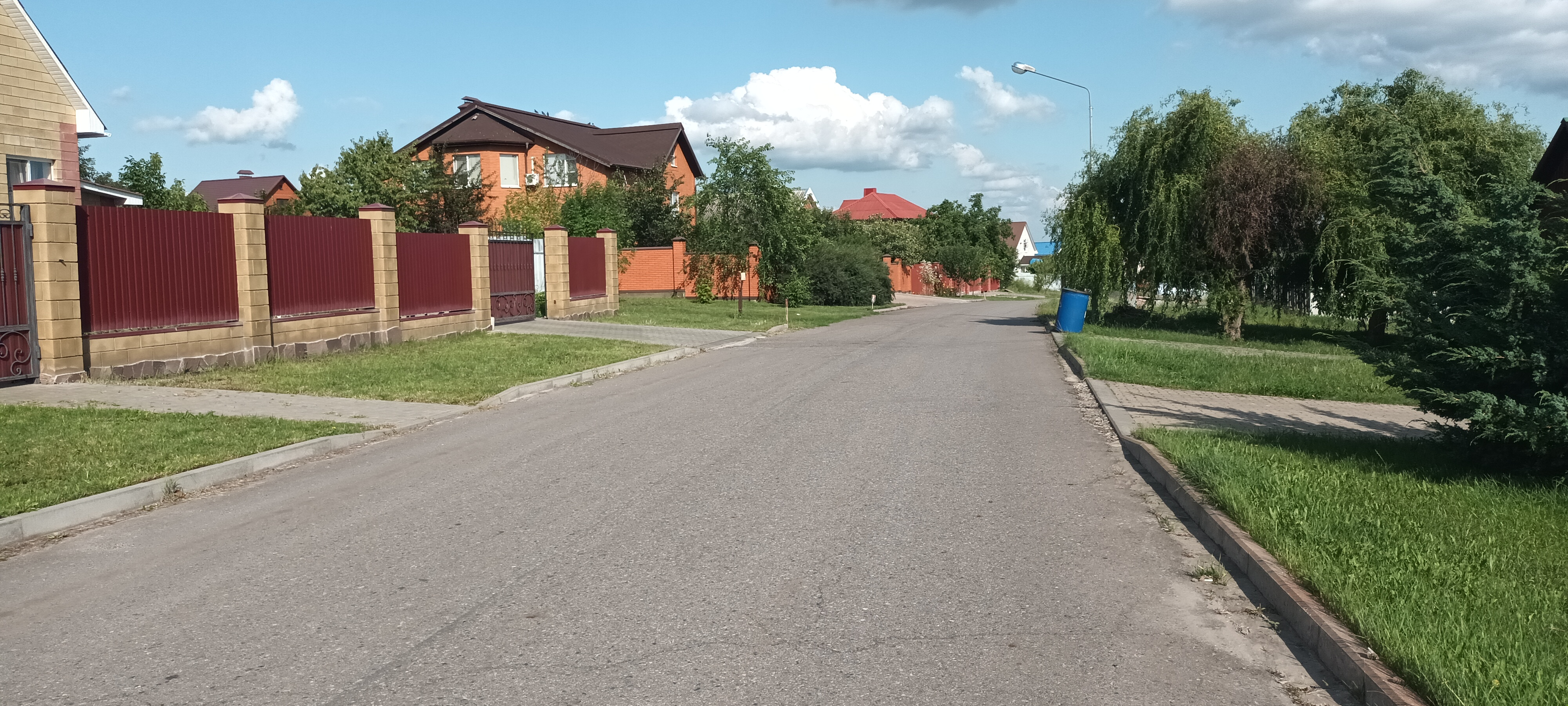
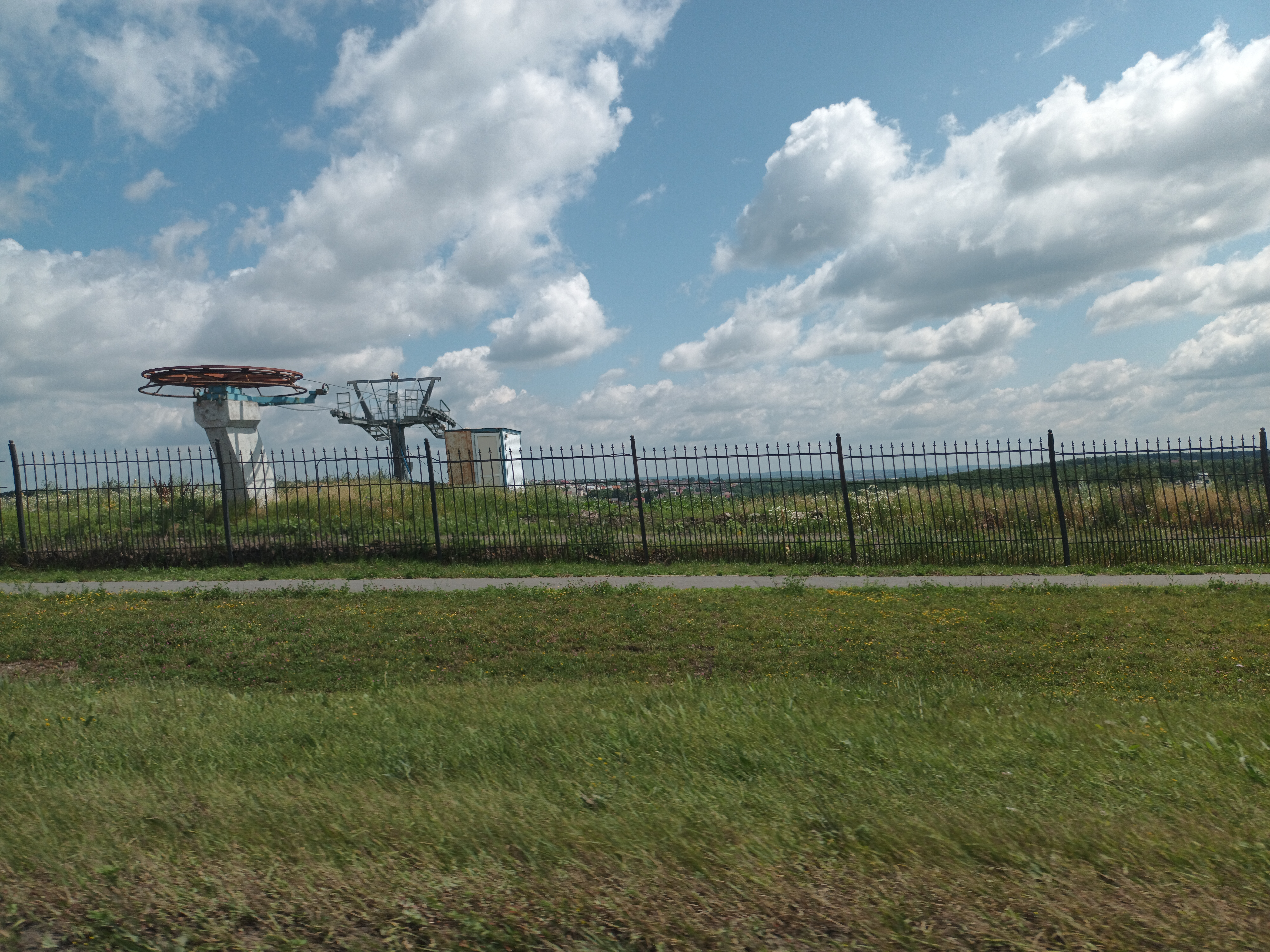
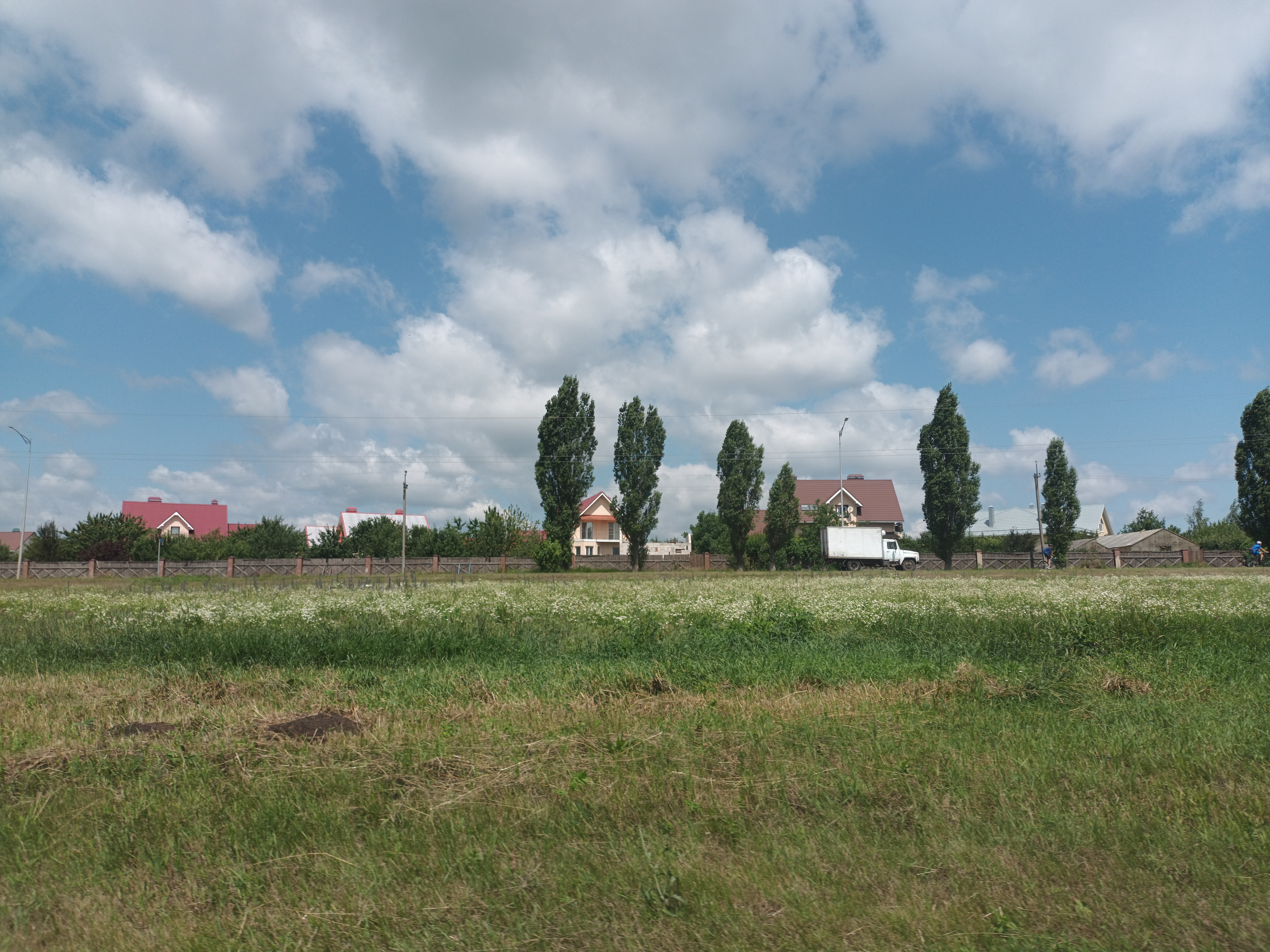
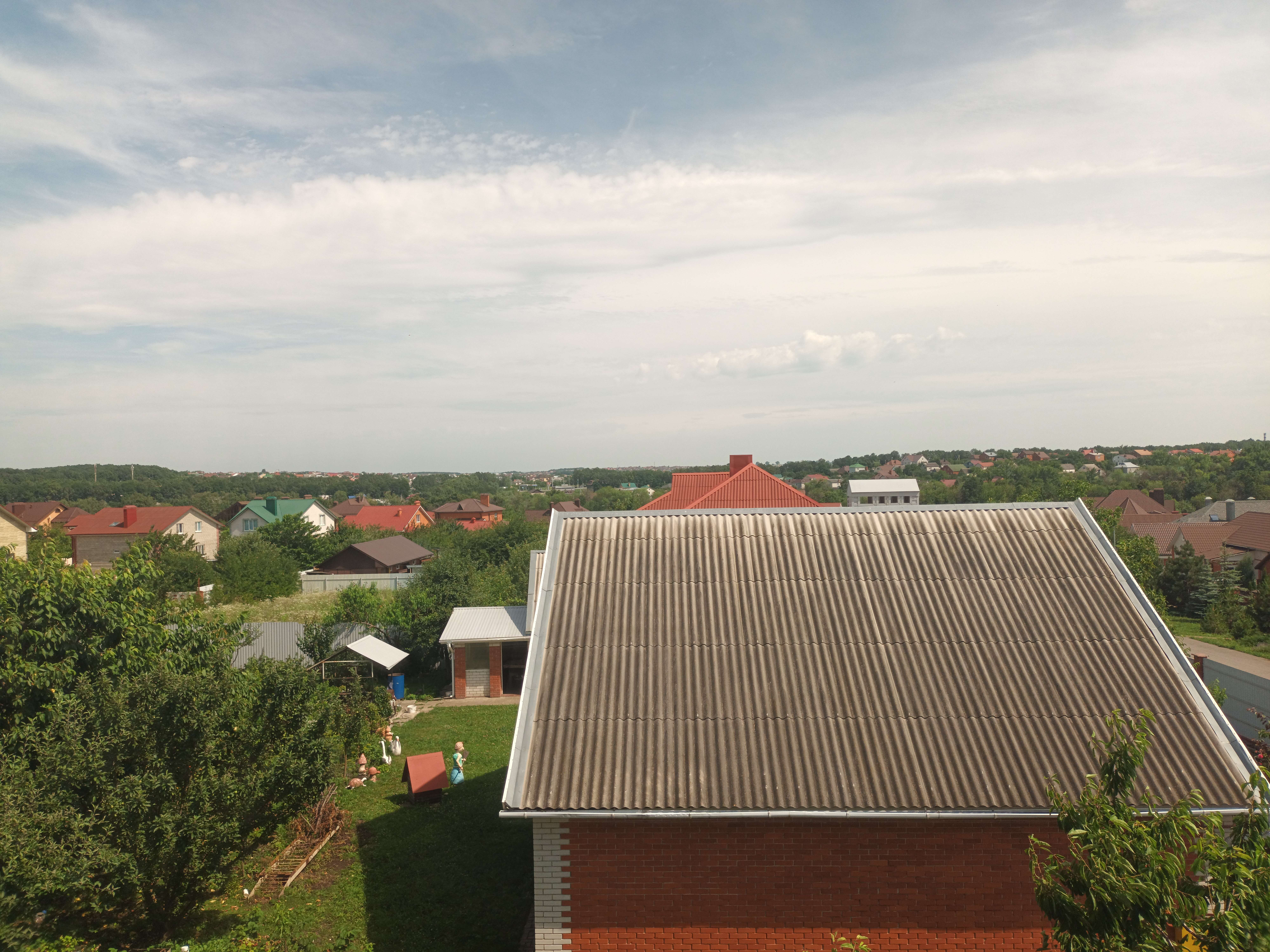

## Населення
| 2002 | 2010  |
| ---- | ----- |
| 2272 | ↗5192 |